# Imsouhal
Imsouhal é uma cidade e comuna localizada na província de Tizi Ouzou, no norte da Argélia. Em 2008, sua população era de 6 565 habitantes.